# Ličko Petrovo Selo
Ličko Petrovo Selo je naselje u Ličko-senjskoj županiji.

## Zemljopis
Selo Ličko Petrovo Selo nalazi se na području današnje općine Plitvička Jezera i graničnoga prijelaza prema BiH. Poštanski broj mjesta je 53233. 

## Stanovništvo
- 2001. – 101
- 1991. – 284 (Srbi – 255, Jugoslaveni – 16, Hrvati – 3, ostali – 10)
- 1981. – 325 (Srbi – 298, Hrvati – 13, Jugoslaveni – 10, ostali – 4)
- 1971. – 346 (Srbi – 331, Hrvati – 8, Jugoslaveni – 3, ostali – 4)

## Kultura
- Udruga građana "Tara" – očuvanja tradicijskih vrijednosti i vještina.

## Poznate osobe
- Marko Kurolt – hrvatski katolički svećenik, franjevac

## Vanjske poveznice
- Općina Plitvička Jezera   Arhivirana inačica izvorne stranice od 5. siječnja 2008. (Wayback Machine)
- Slunjski dekanat  Arhivirana inačica izvorne stranice od 31. srpnja 2007. (Wayback Machine) Ratne i poratne žrtve Hrvata Drugog svjetskog rata u općini Ličko Petrovo Selo